# Bibán
Bibán est un village de la province de Huesca, situé à une dizaine de kilomètres au sud-ouest de la ville de Boltaña, à laquelle il est rattaché administrativement, à 1 134 mètres d'altitude, à proximité d'Alastrué. L'église date du XVIIIe siècle et est dédiée à saint Joseph. Trois maisons ont été habitées au XXe siècle mais le village est aujourd'hui complètement inhabité. 